# Intent d'assassinat d'Antonio Cubillo
L'intent d'assassinat d'Antonio Cubillo, dirigent del grup independentista canari MPAIAC, es va cometre el 5 d'abril de 1978 per agents dels serveis policials espanyols. L'intent d'assassinat es va produir després d'una reunió secreta al febrer d'aquest any a Trípoli, la capital de Líbia, d'un Comitè d'Alliberament ad hoc de l'extinta Organització per a la Unitat Africana (OUA), antecedent de la Unió Africana, dirigit per Algèria, que pretenia enviar una Comissió a l'Arxipèlag Canari per supervisar la seva «descolonització».

## Antecedents
Entre el 13 i el 18 de febrer de 1978, es va reunir a Trípoli un denominat Comitè d'Alliberament de la OUA, la composició de la qual es desconeix per no existir actes de les reunions, que tenien caràcter secret. El Comitè, segons un militar d'alt rang de Tanzània, havia decidit recolzar al MPAIAC (el dirigent del qual, Antonio Cubillo, ja rebia una paga del Govern algerià), i enviar una comissió formada per Líbia, Senegal, Nigèria i Guinea, a més d'Algèria, per supervisar a Canàries un «procés de descolonització». També hauria acordat, tot això a petició de Cubillo, elevar l'afer al llavors secretari general de la OUA, William Eteki, encara que el Consell de Ministres de l'OUA va rebutjar tractar el tema. Una altra pretensió de Cubillo era que aquell l'acompanyés a Nova York, i presentar una resolució favorable a la independència de l'arxipèlag davant l'Assemblea General de les Nacions Unides.
Aquest Comitè responia als interessos específics d'Algèria, que pretenia amb això desviar l'atenció dels seus problemes polítics i econòmics. L'endemà passat de la reunió, Marroc i Mauritània van retirar el seu suport al Comitè, negant a més que Canàries fos territori africà, com es pretenia en la reunió. Els marroquins van afegir, a més, sobre el govern algerià, que "és curiós que hagin esperat l'arribada de Cubillo a Alger per descobrir un poble guanxe i un colonialisme nou". El Ministre d'Exteriors maurità, per la seva banda, va afirmar que "Cubillo és un aventurer que serveix a la seva ambició personal i als interessos de nacions estranyes".
Per la seva banda, el Congrés dels Diputats d'Espanya, en sessió del 14 de febrer de 1978, amb un vot en contra i a proposta de tots els grups parlamentaris, va qualificar l'acord de la reunió de Trípoli com una "intervenció injustificable en els assumptes interns d'Espanya". els partits de tot l'arc parlamentari van protestar per la ingerència i van sol·licitar la planificació de la defensa militar de les Canàries. Joan de Borbó, pare de Joan Carles I, havia viatjat prèviament a Líbia per aconseguir que el coronel Gaddafi retirés el suport que Cubillo havia obtingut del règim de Trípoli.
Segons especulava el diari Der Spiegel, el govern de la República Federal Alemanya hauria assignat a l'agent especial de la policia de Baixa Saxònia, Werner Mauss, a Las Palmas de Gran Canària, per obtenir informació del MPAIAC. Amb aquesta informació s'hauria dirigit a Alger per infiltrar-se en l'organització armada, encara que hauria estat rebutjat. Així i tot, hauria romàs a la ciutat planejant l'assassinat.

## L'atemptat
José Luis Espinosa Pardo, antic infiltrat del SECED en el PCE(r) i en el FRAP, que anteriorment s'havia ofert a recolzar a Cubillo, va contractar als mercenaris Juan Antonio Alfonso González i José Luis Cortès perquè dugueren a terme l'assassinat. Tots dos es van traslladar a Alger el matí del 5 d'abril de 1978. Els dos homes esperaven enfront de l'ascensor de la residència de Cubillo a l'Avinguda de Pequín d'aquesta ciutat. En arribar, enfront de l'ascensor, aquest és apunyalat per sorpresa dues vegades, rebent ferides greus a l'esquena i l'abdomen. Els mercenaris, quan es disposaven a tallar-li el coll es van veure sorpresos per la irrupció d'un funcionari algerià, pel que es van veure obligats a fugir. Antonio Cubillo va haver d'usar crosses després de l'atemptat.
Segons va narrar Cubillo en entrevistes posteriors, va anar a l'hospital pels seus propis mitjans gràcies al fet que no hi havia cap cotxe als carrers a causa d'un important partit de futbol, per la qual cosa va arribar a temps. També relata que el llavors president algerià, Houari Boumédiène, es va preocupar personalment de l'assumpte i va manar detenir sense cap altre motiu tots els espanyols que hi havia a la capital, els va retenir els passaports i així va ser com Cubillo va reconèixer als seus agressors. Van arribar a la conclusió que eren espanyols perquè "si no l'han insultat mentre l'apunyalaven és que no eren algerians". Cubillo, una vegada que va tornar a Madrid, culparia de l'operació al ministre Martín Villa

## Conseqüències
El Govern d'Algèria va ocultar l'atac al seu protegit durant alguns dies, encara que els autors de l'atemptat van ser capturats el mateix 5 d'abril i condemnats a mort per Boumédiène, encara que indultats set anys més tard. Aquests al seu torn van declarar després del seu alliberament que treballaven per a José Luis Espinosa, trobant-se aquest en parador ignorat. Però el 22 d'octubre de 1988, Espinosa és capturat per les forces policials espanyoles i traslladat a la presó provisional de Carabanchel sota les ordres de l'Audiència Nacional. L'assumpte va esquitxar també a les autoritats i els serveis secrets de la Baixa Saxònia per la participació de l'agent Werner Mauss.
L'any 2003, l'Audiència Nacional va aprovar una indemnització de 150.203,03 € per l'acció terrorista.

## Cultura popular
Un any després dels fets esdevinguts, Jordi Sierra i Fabra publica la novel·la En Canarias se ha puesto el Sol. Aquesta novel·la tracta d'una hipotètica ona d'atemptats del MPAIAC, incloent el segrest en Barcelona d'un tren carregat de plutoni i una matança en l'Estadi Santiago Bernabéu amb diversos milers de morts, seguits de la invasió de Canàries per part de submarins algerians. S'esmenta l'atemptat sofert per Cubillo, tret que en la ficció aquest mor i serveix de pretext per a la invasió.